# 喬·凱利
小約瑟夫·威廉·凱利（英語：Joseph William Kelly Jr.，1988年6月9日—），為美國職棒大聯盟的投手，目前為自由球員，他先前曾效力過紅雀、紅襪、道奇與白襪等隊。

## 職業生涯

### 聖路易紅雀

#### 2012年
6月10日，因為當時紅雀投手Jaime Garcia受傷進入傷兵名單，於是凱利登上大聯盟。當時凱利先發7局失1分無關勝敗。後來Garcia回到先發輪值後，凱利就被球隊移到牛棚去。不過由於他的投球表現讓紅雀隊印象深刻，因此球隊把另一位先發投手蘭斯·林恩移到牛棚，把凱利變成先發投手。
該年他出賽24場，其中16場先發。總計5勝7敗，防禦率3.53，還有75次三振。2012年國家聯盟分區賽，凱利出賽3場，總計3.2局投球無安打無失分。最後紅雀3勝2敗淘汰國民。2012年國家聯盟冠軍賽，凱利在第7場登板。當時巨人2比0領先，然而他只解決2名打者就讓巨人隊攻下5分，最後紅雀隊以0比9敗下陣來。總計他在國聯冠軍賽出賽4場，投了4局被擊出6支安打掉2分自責分。

#### 2013年
該年春訓結束後，凱利的先發位置遭到新秀Shelby Miller取代。不過他轉往牛棚後表現不錯，8月拿下5勝0敗，防禦率2.08。紅雀該年領先海盜3場勝差在國聯中區封王。該年他出賽37場，15場先發，10勝5敗，防禦率2.69，拿下79次三振。
2013年國家聯盟分區賽第3場，凱利先發登板無關勝敗。最後紅雀3勝2敗淘汰海盜。2013年國家聯盟冠軍賽第1場，凱利先發6局失2分，一樣無關勝敗，最後紅雀在延長賽贏球。凱利在第5場登板，雖然最後吞敗，不過紅雀6場比賽淘汰道奇。
2013年世界大賽第3場，凱利先發對決紅襪。他主投5.11局失2分無關勝敗，紅雀在該場比賽以5比4氣走紅襪。不過紅雀隊在世界大賽2勝4敗，沒有拿下世界大賽冠軍。

#### 2014年
4月5日，他拿下該年首勝，還擊出一支二壘安打。不過該年他大部分的時間都待在傷兵名單中，7月11日回到大聯盟。雖然凱利回歸後的首戰就掉了6分，不過紅雀靠著麥特·哈勒戴、Jhonny Peralta、寇頓·王和麥特·亞當斯的全壘打拿下逆轉勝。該年他在紅雀隊出賽7場，全是先發，拿下2勝2敗，防禦率4.37。
總計他在紅雀3年間，拿下17勝14敗，防禦率3.25，送出179次三振。

### 波士頓紅襪

#### 2014年
7月31日，紅雀隊用凱利和Allen Craig向紅襪交易約翰·雷基和小聯盟投手Corey Littrell。他在紅襪隊先發10場，拿下4勝2敗，防禦率4.11，送出41次三振。

#### 2015年
1月，凱利對波士頓媒體說自己會在該年贏得一座賽揚獎。不過開季他卻待在傷兵名單。該年他的前15場先發，凱利因為受到傷勢影響，只有2勝6敗，防禦率5.74。不過8月之後，他6場先發全勝。9月15日，他再度進入傷兵名單，該年球季也提前結束。最終他10勝6敗，防禦率4.82。

#### 2016年
4月20日到5月20日，凱利因為右肩受傷而進入傷兵名單。5月21日，凱利在回歸的首場比賽還一度投出6.2局的無安打。不過他在後面2場比賽都投不滿5局。後來在3A磨練之後，紅襪讓凱利從牛棚出發。該年他出賽20場，其中6場先發，拿下4勝0敗，防禦率4.18。
2016年美國聯盟分區賽，凱利出賽3場，3.2局的投球送出3次三振。不過紅襪隊遭到印地安人隊橫掃出局。

#### 2017年
該年凱利以後援投手身分出賽54場，拿下4勝1敗，防禦率2.79。該年他還飆出102.2英里的快速球，在該年的快速球排行榜上僅次於阿羅魯迪斯·查普曼和Felipe Vázquez。他的二縫線與四縫線快速球的均速都有大聯盟前三名的水準。
2017年美國聯盟分區賽，凱利出賽2場，2.2局投球送出1次三振，不過被擊出4支安打。最後紅襪隊1勝3敗輸給太空人隊。

#### 2018年
4月11日，他與洋基隊的泰勒·奧斯汀發生衝突，最後被主審驅逐出場，這也是凱利生涯首度被驅逐出場。4月12日，凱利被聯盟判決禁賽6場，還有罰款（不過金額未公開）。該年他出賽73場，防禦率4.39。季後賽他出賽9場，他還在2018年世界大賽第4場拿下勝投。最後紅襪4勝1敗打敗道奇，拿下世界大賽冠軍。

### 洛杉磯道奇
2018年12月21日，凱利與道奇簽下3年2700萬美元的合約。不過他一開始在道奇隊的表現並不好，導致道奇球迷時常在比賽中對他給予噓聲。不過後來他在牛棚站穩腳步，最後拿下5勝4敗，防禦率4.56的成績。結果他在2019年國家聯盟分區賽第五場的10局上半被國民隊老將霍伊·肯德瑞克敲出關鍵滿貫砲，最後道奇隊意外在分區賽敗下陣來。
2020年7月29日，在面對太空人的比賽中。凱利特別對艾力克斯·布萊格曼和卡洛斯·柯瑞亞投出頭部近身球，最後大聯盟判處他禁賽5場。

## 外部連結
- 球員資訊和成績在MLB，ESPN，Baseball-Reference，Fangraphs（英文）
- 喬·凱利在台灣棒球維基館上的頁面（繁體中文）